# Université libre du Congo
L’université libre du Congo (ULC) est une université privée située à Brazzaville, la capitale de la République du Congo.

## Historique
L'ULC a été créée le 31 août 1995. Son promoteur est le professeur Fidèle Mialoundama.

## Organisation
L'ULC est composée d'une faculté et de trois instituts :
- faculté de droit ;
- institut supérieur de technologie agro-alimentaire (ISTA) ;
- institut supérieur de gestion et commerce informatique (ISGCI). Directeur : Gaston Nitou-Samba ;
- institut technique des sciences infirmières (ITSI).